# Androsace filiformis
Androsace filiformis — вид рослин родини первоцвітові (Primulaceae), поширений у Європі, Азії та сході США.

## Опис
Однорічна трава з численними волокнистими коріннями. Листові розетки одиночні, 2–8 см в діаметрі. Листя базальне; черешок приблизно такий же або трохи довший, ніж листова пластина. Листові пластини від еліптичної до яйцювато-довгастої форми, 6–25 × 5–12 мм, безволосі або рідко залозисто запушені, верхівка від тупої до гострої. Квітконосні стеблини від 3 до багато, 2.5–15(20) см, безволосі або з розрідженими залозними волосками дистально. Зонтики багато-квіткові; приквітки лінійно-ланцетні, ≈ 2 мм. Квітоніжки нерівні, ниткоподібні, 2–7 см. Чашечка чашоподібна, 2–2.5 мм, без жилок, розділена до середини, дольки трикутні, голі або іноді рідко залозисто запушені, вершини гострі. Віночок білий ≈ 3 мм в діаметрі, пелюстки довгасті. Коробочка в 1.5 рази довше чашечки 2n = 18, 20.

## Поширення
Поширений у Євразії (від Білорусі й Прибалтики до Японії; присутність в Україні — під питанням) та сході США.
Населяє сирі луки, басейни річок, околиці боліт та рови, відкриті рідколісся.